# Тоомадж Салехі
Тоома́дж Салехі́ (перс. توماج صالحی; нар. 3 грудня 1990) — іранський репер, здебільшого відомий своїми протестними піснями про суспільні проблеми Ірану та політики уряду Ісламської Республіки Іран.

## Життєпис
Народився 3 грудня 1990 року. За словами Салехі, його повсякденна робота — робітник на металообробній фабриці.

### Творчість
Салехі став відомим завдяки своїм пісням, які критикують корупцію, бідність, страти та вбивства протестувальників в Ірані. Його тексти також вказують на збільшення прірви між звичайними іранцями та керівництвом країни, звинувачуючи владу в «придушенні» людей без огляду на їхнє благополуччя.

## Засудження
В жовтні 2022 року влада Ірану заарештувала та засудила Салехі до шести років позбавлення волі за участь у протестах в Ірані 2022 року після того, як він зробив публічні заяви на підтримку протестів, що спалахнули після смерті Махси Аміні – 22-річної дівчини, яка померла після затримання поліцією нібито через порушення правил носіння хустки. В листопаді 2023 року він був тимчасово звільнений під заставу після того, як провів у в’язниці більше року, в тому числі 252 дні в одиночній камері, проте невдовзі був знову заарештований після того, як публічно розповів на відео про ймовірні тортури у в’язниці.
24 квітня 2024 року Салехі, за новим звинуваченням, коли він вже відбував свій шестирічний термін ув’язнення, був засуджений до смертної кари через підтримку іранського руху «Жінка, Життя, Свобода» у 2022-23 роках, — про це повідомив його адвокат іранській газеті «Шарґ» («شرق»).
22 червня 2024 року, за повідомленням іранської служби «Радіо Свобода», Верховний суд Ірану скасував смертний вирок Томаджу Салехі та призначив повторний розгляд.